# Supermåne

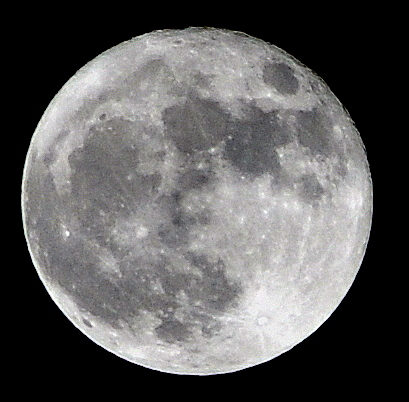
Månen 19 mars 2011.

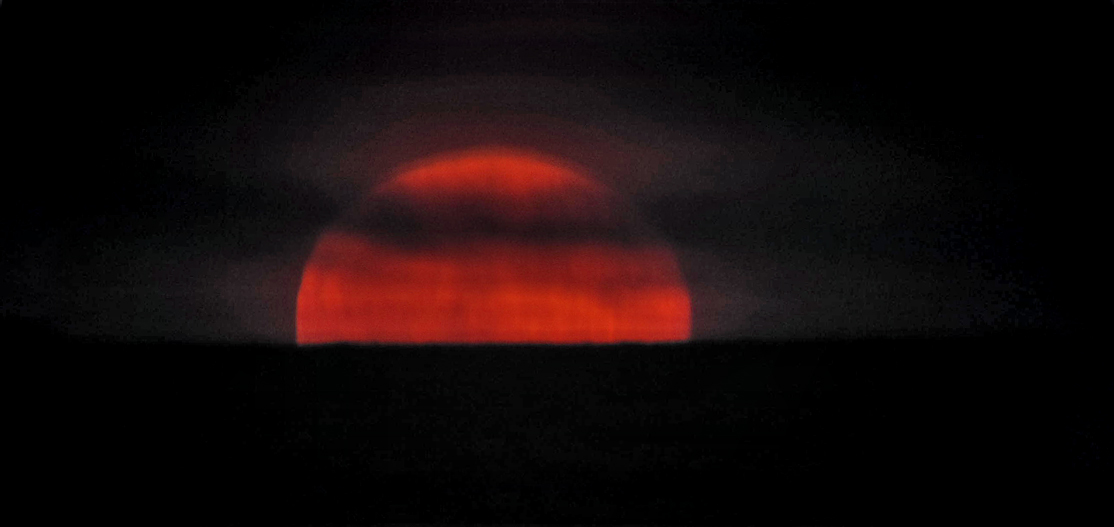
Supermåne går upp över Östersjön. 6 maj 20:50 Ystad 2012.

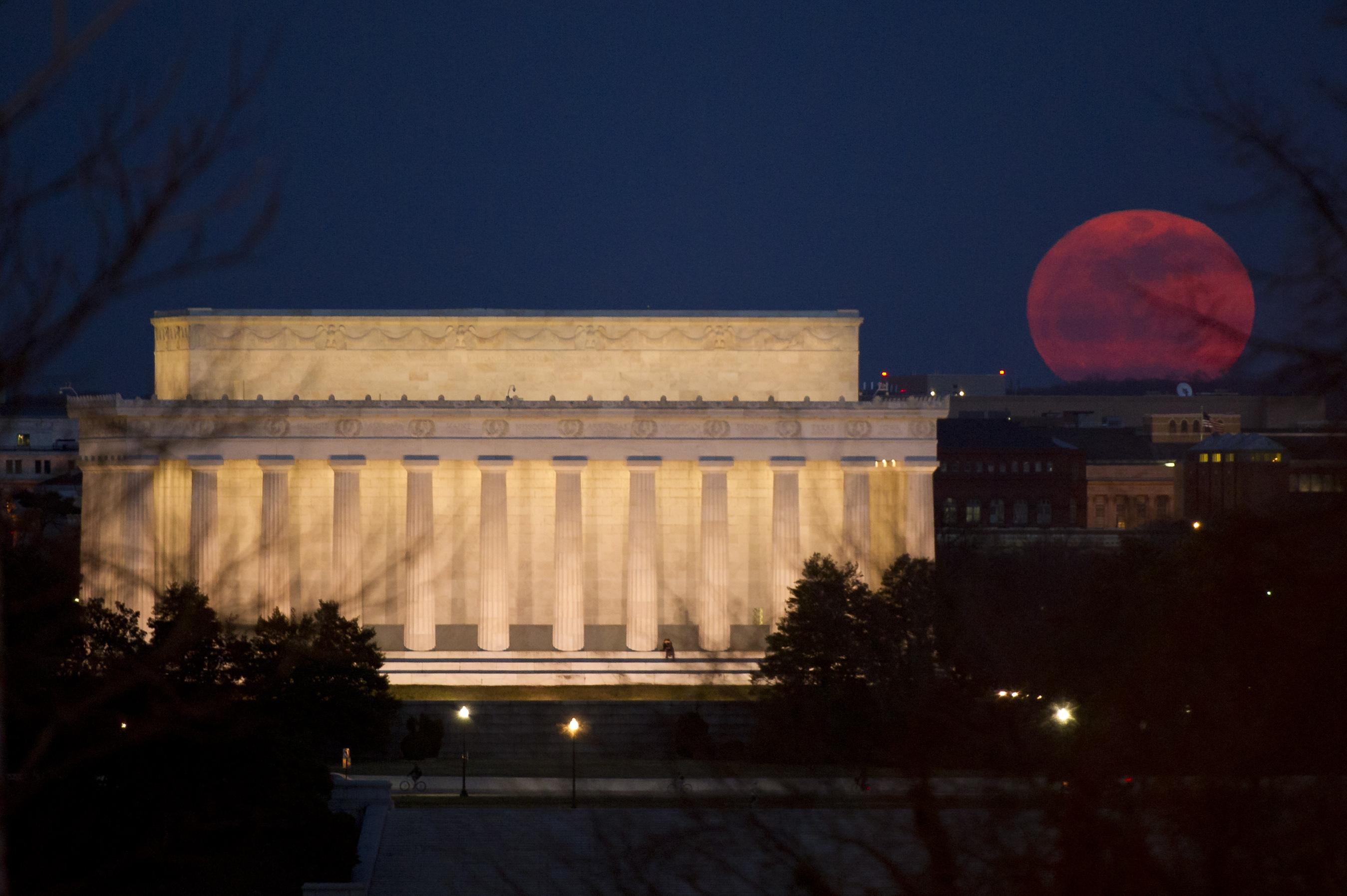
Supermåne över Lincoln Memorial (NASA). Observera att man kan få månen att framstå som "hur stor som helst" på ett foto med hjälp av teleoptik. Om man förflyttar sig bort från ett närbeläget föremål, som en byggnad, minskar detta snabbt i skenbar storlek. När man kommit "dubbelt så långt bort" är föremålet "hälften så stort". Månen är dock så långt bort att skillnaden på grund av förflyttningen inte är märkbar. Så, förflytta dig till det dubbla avståndet från byggnaden, och månen ser dubbelt så stor ut!

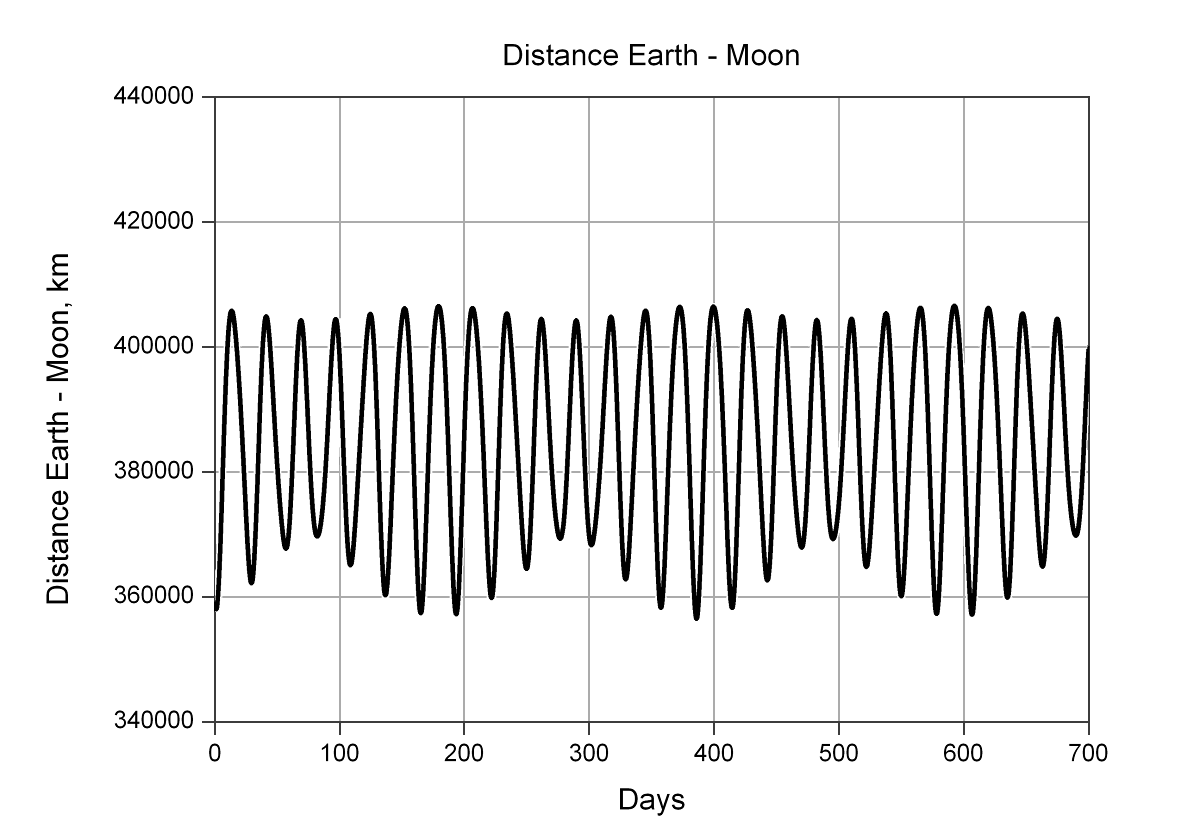
Diagram över avståndet mellan månens och jordens medelpunkter under en sjuhundradagarsperiod. Notera dels att jorden befinner sig 340 000 km till (sjutton diagramrutor) under diagrammet och att "super-supermånen" (det vill säga om fullmånen inträffar när månen är nära apogeum) är en ganska vanlig måne någon dag före och efter och skiljer sig inte speciellt från fullmånen en månad innan eller efter.

Supermåne (på engelska supermoon) myntades av astrologen Richard Nolle 1979 och han definierade det som 
"...en nymåne eller fullmåne som inträffar då månen är som närmast eller nära (inom 90 procent av) sitt närmaste avstånd till jorden i en viss bana (perigeum). Kort sagt, jorden, månen och solen är i linje, med månen i sin närmaste position till jorden."
Supermåne är inte ett begrepp som normalt används inom astronomin. Den term som används är i stället perigeum-syzygy, vilket avser en fullmåne (eller nymåne) som infaller nära perigeum. Detta inträffar med en periodicitet av ungefär fjorton fullmånar.
En full- eller nymåne vid perigeum för med sig något högre tidvatten än vanligt. Skillnaden kan enligt NOAA röra sig om några centimeter. Lokala förhållanden kan förstärka effekten till cirka 15 centimeter.

## Beskrivning
Hur stor fullmånen ter sig på himlen beror på var i sin elliptiska omloppsbana månen befinner sig när fullmånen inträffar. Hur elliptisk månbanan är varierar och dess närmaste punkt (perigeum) ligger på ett avstånd av 356 355 till 370 399 km från jorden (i genomsnitt 363 396 km) och avståndet till den mest avlägsna punkten (apogeum) varierar från 404 042 till 406 725 km (i genomsnitt 405 504). Månen rör sig ett varv i sin bana från perigeum till perigeum (och passerar såklart apogeum däremellan) på ungefär 27,55 dygn (månens anomalistiska omloppstid). "Var tjugoåttonde dag" är den alltså sådär 34 000 till 50 000 kilometer närmare jorden än fjorton dagar senare (eller tidigare). Skillnaden i avstånd slår därför på cirka plus minus sju procent. En fullmåne som infaller vid närmaste perigeum ser därför ut att ha ungefär 14 procent större diameter än en som infaller nära mest avlägsna apogeum. Skillnaden i månens totala ljusstyrka är därigenom cirka 30 procent (eftersom ytan varierar med kvadraten på diametern och 1,142≈1,30; månytan upplevs däremot vara lika ljusstark).
På grund av att systemet jorden-månen roterar ett varv kring solen på ett år är tiden mellan fullmånarna längre (månen får snurra lite extra i sin bana för att hamna på samma linje som jorden-solen och därigenom bli full igen). Denna synodiska månad är 29,53 dygn. Eftersom fjorton synodiska månader (413,428 dygn) är nästan lika med femton anomalistiska (413,318 dygn) kommer månen att befinna sig på nästan samma punkt i sin elliptiska bana och vara i nästan samma fas med en periodicitet på ungefär 413 dygn. Den närmaste fullmånen (i allmänhet alltså var fjortonde fullmåne) förskjuts därför i allmänhet med sådär 48 dagar från år till år. Datum för närmaste ("största") fullmåne under perioden 2011 till 2020:
| Datum UTC  | Avstånd km | Diameter bågminuter |
| 2011-03-19 | 356 580    | 33,51               |
| 2012-05-06 | 356 954    | 33,48               |
| 2013-06-23 | 356 991    | 33,47               |
| 2014-08-10 | 356 898    | 33,48               |
| 2015-09-28 | 356 878    | 33,48               |
| 2016-11-14 | 356 523    | 33,52               |
| 2018-01-02 | 356 604    | 33,51               |
| 2019-02-19 | 356 846    | 33,49               |
| 2020-04-08 | 356 580    | 33,47               |

Under perioden 2001–2100 varierar storleken på dessa maximala supermånar, som inträffar vid (i normalfallet) var fjortonde lunation, från som minst 33,42 bågminuter till som mest 33,53 bågminuter. Skillnaden mellan dessa företeelser (som upprepas ungefär var fjortonde månad) varierar under 100 år alltså inom några promille.

Skalenlig bild över månens minimala och maximala avstånd till jorden.

### Supermånen den 14 november 2016 och massmedia
Tabellen ovan visar avståndet mellan månens och jordens masscentra och månens skenbara storlek för en observatör på just detta avstånd. Jordens diameter är dock väldigt stor (över 12700 km) i förhållande till de små skillnader (något hundratal kilometer) som föreligger mellan olika "supermånar", varför det spelar en väldigt stor roll var observatören befinner sig på jorden och när observationen sker (och avståndet till månen från "jordens mittpunkt" förändras inte försumbart snabbt med tiden). Att avståndet mellan himlakropparna har ett minimum vid en enskild "supermåne" betyder inte att detta upplevs som att månen ser större ut från varje plats på jorden än vid andra "supermånar" (skillnaden i avstånd till de nio "supermånarna" i tabellen är mindre än 500 km, medan skillnaden i avstånd för observatörerna på jordytan är ungefär en jordradie, sådär 6370 km, beroende på var de befinner sig på den jordhalva varifrån man kan se månen). Men supermånen den 14 november 2016 orsakade ändå rubriker i svenska media som "Nu kommer supermånen – då ser du den bäst", "Titta, nu är supermånen här. Kan se det största klotet på 68 år" och "Supermåne 14 november – månen större än på 68 år: Supermåne tillbaka på himlen 14 november - Glöm fullmåne och blodmåne. Snart är den här: Supermånen!" I själva verket var den fullmåne som kunde ses på himlen från Sverige den 14 november 2016 endast den femtonde största sedan 1948, eftersom Sverige helt enkelt låg på fel plats på jorden när fenomenet inträffade. Månen är lite närmare på platser där den ses högt på himlen, vilket är på varmare breddgrader än i Sverige. (Månens bana lutar 18°–29° mot ekvatorn och fullmånen är motsatt solen, varvid fullmånen är över norra halvklotet under dess vinter).

## Koppling till naturkatastrofer
Spekulationer har förekommit om ett samband mellan förekomsten av supermånar och naturkatastrofer som jordbävningar och tsunami, men kopplingen är extremt svag. Men på grund av den månatliga växlingen mellan månens apogeum och perigeum kan ett sådant argument inte stödjas om inte katastrofen sammanfaller med ett datum då supermåne råder. Det har hävdats att jordbävningen i Indiska oceanen 2004 var influerad av en supermåne som inträffade två veckor senare - den 10 januari 2005, men två veckor före en supermåne är månen på motsatt punkt i sin bana; dess apogeum (störst avstånd). Astrologer har även hävdat att jordbävningen och tsunamin som drabbade Japan den 11 mars 2011, var influerad av en supermåne den 19 mars, som var den närmaste supermånen sedan 1992. Problemet med detta påstående är att den 11 mars var månen faktiskt närmare apogeum än perigeum, på cirka 400 000 kilometer från jorden, vilket är längre än genomsnittet.

## Supermånar mellan 1950 och 2050
Det uppkommer ungefär 4–6 supermånar årligen. Följande är en lista över tidigare och förutspådda extrema supermånar.
- 10 november 1954
- 20 november 1972
- 8 januari 1974
- 26 februari 1975
- 2 december 1990
- 19 januari 1992
- 8 mars 1993
- 10 januari 2005
- 12 december 2008
- 30 januari 2010
- 19 mars 2011
- 5 maj 2012[18]

- 23 juni 2013[19][20]
- 15 augusti 2014
- 28 september 2015[21]

- 14 november 2016
- 2 januari 2018
- 21 januari 2023
- 25 november 2034
- 13 januari 2036

## Fotnoter
1. ↑  Den astronomiska termen är syzygy. Om inte de tre himlakropparna ligger i linje kan det inte vara nymåne eller fullmåne.